# OnePlus Nord
OnePlus Nord е базиран на Android смартфон тип фаблет, произведен от компания OnePlus, представен на 21 юли 2020 г. Това е първото устройство от серията Nord и първият след OnePlus X от 2015. Предлага се в Европа, Индия, Хонг Конг и Малайзия.  Сайтът Android Police предполага, че OnePlus Nord стартира само в страни, където евтините смартфони за директна покупка са по-популярни от по-скъпите, които се предлагат само на изплащане от операторите.  Според специална програма OnePlus е предложен на 50 души в САЩ и Канада за тестване, като рецензентите могат да запазят телефона под условие.
При закупуване се предлагат три варианта на паметта: 6/64GB, 8/128GB и 12/256GB. Вариантите 6/64GB и Blue Marble 12/256GB се предлагат само в Индия.  OnePlus Nord няма официален IP рейтинг.  Съоснователят Карл Пей в интервю за MKBHD заяви, че телефонът може да издържи потапяне в 30 см (една стъпка) във вода за 30 секунди. 

## История
Смартфон OnePlus от среден клас дебютира на 7 декември 2019 г.  Прилича на Samsung Galaxy S20, с дупка в горната средна част.  Отгоре има слот за SIM карта и два отвора за високоговорителя отдолу.  Рендерът изглежда има лазер за фокусиране.  По-рано се говореше, че OnePlus Nord ще бъде наречен OnePlus 8 Lite или OnePlus Z.   OnePlus официално потвърждава името Nord на 30 юни 2020 г.   Телефонът е с кодово име Avicii, кръстен на сценичното име на Тим Берглинг, шведски диджей.  В интервю за MKBHD, съоснователят Карл Пей разкри дизайна.  Настройката на камерата е подробно описана във форумно съобщение.  По-късно прототипите са показани в тийзър видео в Инстаграм.  Според Пей, Nord произлиза от думата за север (Според OnePlus, северът на компаса „сочи към растеж и успех“)  на няколко европейски езика. OnePlus разкрива устройството както онлайн, така и чрез приложение за обогатена реалност (AR).  На 18 август документален филм („Ново начало“) за реализацията на OnePlus Nord беше ексклузивен на Amazon Prime Video.

## Спецификации

### Хардуер
Nord има метално покритие, нанесено върху пластмасата, за да придаде вид на истински метал.    Има и повдигната пластмасова рамка около дисплея.  Устройството е с размери 158,3 mm × 73,3 mm × 8,2 mm (6,23 in × 2,89 in × 0,32 in) и тежи 184 g (6,5 oz). Счита се за първокласна флагманска конструкция с полирано шаси между предната част, изработено от Gorilla Glass 5, алуминиеви бутони и гланцово покритие и преливащ се гръб.   Гладкият стъклен дизайн на телефона означава, че понякога той може да бъде хлъзгав.  На 27 юли 2020 г. беше съобщено, че шасито на устройството е податливо на огъване под налягане.  Натискът доведе до появата на пукнатини в близост до бутона за сила на звука и захранването и дисплея да умре в екстремни ситуации.  
Дизайнът на OnePlus Nord е подобен на дизайна на Realme X50 Pro. Има слухове, че OnePlus Nord е просто смартфон с нова марка Oppo Reno4 5G. 
В допълнение към 6,44-инчовия (164 mm) сензорен екран, има метален бутон за захранване, разположен от дясната страна, метален плъзгач за предупреждение точно под него, метален бутон за увеличаване/намаляване на силата на звука от лявата страна и USB-C (USB 2.0) порт, моно високоговорител и пластмасата Слот за SIM карта отдолу.   Няма 3,5 мм жак за слушалки. 
Nord няма извит дисплей.  OnePlus Nord не седи на едно ниво поради удар на камерата в левия ъгъл, повдигайки телефона на няколко милиметра от повърхността.  OnePlus Nord има два варианта на цвят: син мрамор и сив оникс.  Може да има трети избор за бъдещо стартиране на оператора, който е Grey Ash. 

#### Чипсет
OnePlus Nord използва процесор Qualcomm Snapdragon 765G (осемядрен процесор с 2.4 GHz Kryo 475 Prime ядро, 2.2 GHz Kryo 475 Gold ядро, 6 1.8 GHz Kryo 475 Silver ядро и Adreno 620 GPU), който има 5G модем, което го прави най-евтиният 5G смартфон.  Той е по-бавен от Qualcomm Snapdragon 865, използван в OnePlus 8. Това е един от начините, по които OnePlus успява да намали цената на Nord.   

#### Дисплей
Телефонът има 6,44-инчов сензорен дисплей с 90 Hz честота на опресняване, съотношение 20:9, Fluid AMOLED, разделителна способност 2400 x 1080 пиксела (Full HD+ 2,592 мегапиксела при 408 ppi ), HDR10/HDR10+/ HLG, Gorilla Glass 5 и 180 Hz с поддръжка на sRGB и DCI-P3.   Дисплеят има вграден сензор за пръстови отпечатъци в долната част и перфоратор в горната част за системата с двойна предна камера.  Екранът е подобен, но по-малък от OnePlus 8.  Максималната яркост на екрана е оценена на 1000 нита яркост с HDR, 700 нита при нормални условия и може да поддържа близо 500 нита яркост.    Маркес Браунли съобщи, че екранът има някои дребни проблеми с дъгата и нюанса.  Някои собственици се оплакаха, че OnePlus Nord има проблеми с оцветяването при ниска яркост.  Android Authority заяви, че проблемите с оцветяването при ниски нива на яркост са често срещани при OLED екраните, при всички производители на смартфони или екрани. 
Екранът е предварително нанесен с поставен протектор за екран. 

#### Камера
Основната камера е 48 MP ƒ/1.8 0.8 µm основна камера Sony IMX586 с OIS, . Освен това разполага с 8 MP ƒ/2.3 119° FOV ултраширокоъгълна камера, 5 MP ƒ/2.4 сензор за дълбочина и 2 MP ƒ/2.4 макро камера. Може да заснема видео до 4K/30fps и забавено видео до 1080p/240fps.  
OnePlus Nord има система с двойна предна камера. Единият е 32 MP Sony IMX616 ƒ/2.5 0.8 µm основна камера; другата е 8 MP ƒ/2.5 105° FOV ултраширокоъгълна камера.
Може да заснема видео до 4K/60fps с основната камера и 4K/30fps с ултраширокоъгълната камера.  Системата на предната камера като цяло не може да използва режим Nightscape.  При дневна светлина качеството на изображението на основната задна камера е добро и подобно на OnePlus 8.   Производителността при слаба светлина варира от приемливо до добро, макар и не като флагманско качество.   Качеството на макро камерата е в най-добрия случай средно  а в най-лошия – лошо. Качеството на портретния режим е смесено. Качеството на изображението е доста добро, но има проблеми с откриването на ръбове.   По-късно MKBHD заяви, че портретният режим, дори при покрит сензор за дълбочина, работи с подобно качество.  По отношение на качеството на видеото, видеото, заснето от OnePlus Nord, е рязко и стабилно благодарение на стабилизацията. 
Качеството на изображението, заснето с предните камери, варира от лошо  до добро.  При условия на слаба осветеност качеството на изображението е още по-лошо. 
Като цяло системата за камери на OnePlus Nord е добра, но не е с водещо качество.

#### Батерия
OnePlus Nord използва несменяема 4115 mAh Li-Po батерия.  Има поддръжка за Warp Charge 30T, която зарежда телефона от празен до 70% за половин час.  Няма безжично зареждане.  Зареждането от празен до 50% отнема 25 минути, а зареждането от празен до 100% отнема около час.   При интензивна употреба телефонът издържа един ден, а при нормални условия може да издържи два дни.   Времето за работа на екрана варира от около 5 – 10 часа (6 часа за интензивна употреба).   

#### Свързаност
OnePlus Nord има 5G свързаност, точно като OnePlus 8 и OnePlus 8 Pro, с пет 5G ленти.  Въпреки ранните доклади, че може да поддържа 5G за милиметрови вълни,  той поддържа само 5G под 6GHz и не поддържа 5G за милиметрови вълни, който има по-бързи скорости.  Следователно, той няма да работи с оператори, които използват 5G лентите на милиметровите вълни, използвани от Verizon Wireless в САЩ или Rogers в Канада, както и други 5G ленти, използвани от други оператори в Северна Америка (като Band 71).  Той също така поддържа двулентов Wi-Fi 802.11 a/b/g/n/ac стандарти и NFC.

#### Сензори
Според публикувана в момента информация от GSMArena, OnePlus Nord има сензор за ефект на Хол, скенер за пръстови отпечатъци на дисплея, акселерометър, жироскоп и сензор за близост. 

#### Аксесоари
При продажба на дребно OnePlus Nord включва прозрачен силиконов калъф, червен USB-C кабел и зарядно устройство Warp Charge (30W).  Във Франция е включена и слушалка.   Аксесоарите за OnePlus Nord включват OnePlus Buds и калъфите от OnePlus (2 калъфа от пясъчник в различни цветове, прозрачен калъф за броня и три калъфа за създател с тема JerryRigEverything, Finsta и Camilla Engström, съответно. )  

### Софтуер

#### Потребителски интерфейс
OnePlus Nord е снабден с Android мобилна операционна система с отворен код, разработена от Google и въведена в търговската мрежа през 2008 г.   Наред с други функции, софтуерът позволява на потребителите да поддържат персонализирани начални екрани, които могат да съдържат преки пътища към приложения и джаджи за показване на информация.   Преки пътища към често използвани приложения могат да се съхраняват на докинг станция в долната част на екрана;  плъзгането навсякъде по началния екран нагоре отваря чекмеджето с приложения, показващо меню, съдържащо всички приложения, инсталирани на устройството.   Тава, достъпна чрез плъзгане от горната част на дисплея или плъзгане надолу навсякъде на началния екран, позволява на потребителите да виждат известия, получени от други приложения.   Той съдържа превключватели за често използвани функции. 
OnePlus Nord се доставя с OxygenOS 10.5,  който е базиран на Android 10. По отношение на предварително инсталиран софтуер, OxygenOS има само предварително инсталирани приложения за комуникация на Google, като Google Duo, Phone и Message.  OnePlus твърди, че телефонът получава две години актуализации и три години актуализации за сигурност.   '
На 1 март 2021 г. OnePlus Nord започна да получава първата стабилна версия за Android 11 чрез версия на OxygenOS 11.

#### Специални функции
OnePlus Nord включва тапети с елементи от скандинавския регион и мелодии, вдъхновени от известни скандинавски електронни музиканти.  В Индия телефонът също получава специални функции, като заглушаване на известията за приложение по приложение в профилите,  и приложение за споделяне на тапети. 
OxygenOS има защитено пространство за приложения, което добавя допълнително ниво на защита за избраните от потребителя приложения с ПИН или пръстов отпечатък, за да се избегне нежелана употреба. жестове на екрана за замяна на стандартното оформление на бутоните за навигация с три бутона. Този модел позволява на потребителя да управлява устройството с помощта на жестове извън екрана за бързо стартиране на важни приложения и за контролиране на възпроизвеждането на музика, шелф, който показва времето, бележки, избрани приложения и контакти, игрови режим за заглушаване на известията с изключение на входящи повиквания и аларми и изключване на автоматичното регулиране на яркостта. Режим Fnatic за използване на всички ресурси на устройството по време на игра, чрез спиране на всички не основни процеси във фонов режим и блокиране на всички известия с изключение на аларми. Функция Smart Boost за намаляване на времето за зареждане на игрите. Режим Zen за блокиране на всички действия за 20 минути с изключение на камерата и спешните повиквания. Възможност за отваряне на приложения с помощта на пръстов отпечатък, без отключване на телефона. Hidden Space, за премахване на приложения от списъка с програми, без да се налага тяхното деинсталиране. Паралелните приложения позволяват дублиране на апликация за използването им с различен акаунт.  

#### Камера
Налични са много режими, като портретен режим, който размазва фона,  кинопропорция за запис на видео в 21:9 (кинематографично) съотношение,  и нощен режим, който е подобен на други смартфони в неговия ценови диапазон. Нощният режим позволява на потребителя да прави по-ярки снимки при слаба осветеност.  Има икона за 2x увеличение, която при натискане увеличава изображенията с 2x (цифрово увеличение) нивото на приближаване може да варира до 10x.  Изображенията с 2x увеличение изглеждат добре на открито; в противен случай изображението ще бъде тъмно и ще има шум.  Изображенията с 10x увеличение имат прилични детайли при външно осветление.  Има проблеми с времето, необходимо за превключване от една камера към друга, и този режим Nightscape не работи в ултрашироката камера.  Android Authority съобщи, че обработката на шума е съсипала всички снимки, заснети с телефона.  OnePlus Nord има тенденция да прави кожите по-ярки, по-гладки и по-жълти, което е обичайно за устройствата на OnePlus.  

#### Актуализации
На 22 юли 2020 г., само един ден след представянето на телефона, беше пусната актуализация, която актуализира OxygenOS до OxygenOS 10.5.1. Актуализацията подобри ефекта на дълбочината, качеството на картината на закрито, енергийната ефективност при запис при 4K/60fps и цялостното изживяване свързано с камерата. Освен това, подобри стабилността на системата и качеството на видео разговорите. 
На 23 юли 2020 г. беше пусната актуализация, която актуализира фърмуера до 10.5.2 и коригира пропуските в сигурността. Актуализацията подобри процеса на сдвояване на OnePlus Buds, оптимизира жест за отваряне на камерата и добави 90 Hz поддръжка за Dailyhunt (само за Индия), което е индийско приложение за новини. Актуализацията също така допълнително оптимизира производителността на видео разговори и енергийната ефективност при запис на видео при 4K/60fps и коригира общи проблеми.   
На 5 август 2020 г. излезе малка актуализация. Малката актуализация актуализира OxygenOS до 10.5.3 и подобри стабилността на системата. 
На 10 август 2020 г. беше пусната актуализация, която актуализира фърмуера до 10.5.4. Актуализацията включва подобрения на дисплея и камерата, съкращава времето за стартиране на приложението за галерия и отстранява проблем с възпроизвеждането на фонова музика при използване на предната камера. Актуализацията също така подобрява качеството на видео разговорите, точността на цветовете и баланса на бялото при условия на слаба светлина за предните камери и точността на цветовете и наситеността на макро камерата. 
На 7 септември 2020 г. излезе OxygenOS 10.5.7 с подобрения за/в 4K/60fps стабилизация, яснота на изображението за макро камерата, Bluetooth, стабилност на гласови разговори, дисплея и консумация на енергия. 
На 30 септември 2020 г. OxygenOS 10.5.8 беше пуснат в стъпаловидно движение. Това е незначителна актуализация с повишена стабилност за мрежа, дисплей и OIS на камерата.
На 2 март 2021 г. OnePlus Nord получава стабилна актуализация на OxygenOS 11. Тази актуализация носи големи промени в интерфейса (включително тъмен режим) и дори активира функцията Always On Display. 

## Отзиви
OnePlus Nord получи положителни отзиви преди изданието от рецензента на CNET Андрю Хойл, позовавайки се на добрите спецификации, възможностите за 5G и достъпността. Те разкритикуваха липсата на IP рейтинг на телефона. 
Рецензентът на TechRadar Джон Маккан препоръча телефона на тези, които искат изживяване като водещо, но на достъпни цени, достъпен 5G телефон и искат гъвкавост при правене на изображения. Те обезкуражаваха покупката от тези, които искат водоустойчивост, получават много известия и искат дълготраен телефон, който издържа два дни без зареждане. 
GSMArena оцени телефона положително от първоначалните впечатления от телефона заради дизайна и конструкцията, наподобяващи флагмански, добър екран, добра производителност и операционна система без раздуване.  Те разкритикуваха липсата на място за лентата за уведомяване, липсата на IP рейтинг и липсата на жак за слушалки. 
OnePlus Nord получи положителни отзиви от рецензента на Tom's Guide Ричард Придей, цитирайки многобройните му камери, 90 Hz дисплей, страхотен дизайн за телефон от среден клас и отличен живот на батерията. Те разкритикуваха макро камерата, средната производителност, липсата на безжично зареждане и факта, че OnePlus Nord няма да дойде в Съединените щати. 
Рецензентът на Verge Джон Портър препоръча телефона на по-голямата част от клиентите, с някои незначителни предупреждения, като моно, насочен надолу, нисък бас, високоговорител и 90 Hz екранът с честота на опресняване не се използва напълно поради не съвсем водещия процесор. 
В Индия Beebom препоръча телефона на всеки клиент, с изключение на тези, които играят игри, изискващи ресурси, позовавайки се на неговите всестранни спецификации, добър дисплей, дизайн и основната задна и предна (основна и ултраширока) камери. Той имаше проблеми със шума в макрокамерата. 